# Belodontichthys truncatus
Belodontichthys truncatus är en fiskart som beskrevs av Maurice Kottelat och Ng, 1999. Belodontichthys truncatus ingår i släktet Belodontichthys och familjen malfiskar. IUCN kategoriserar arten globalt som livskraftig. Inga underarter finns listade.